# ماتس سيونتجينس
ماتس سيونتجينس (بالهولندية: Mats Seuntjens) (17 أبريل 1992 ببريدا في هولندا - ) هو لاعب كرة قدم هولندي في مركز الهجوم. لعب مع إي زد ألكمار وناك بريدا.

## وصلات خارجية
- ماتس سيونتجينس على موقع الاتحاد الأوربي (الإنجليزية)
- ماتس سيونتجينس على موقع اتحاد تركيا (لاعب) (الإنجليزية)
- ماتس سيونتجينس على موقع قاعدة بيانات كرة القدم.إي يو (الإنجليزية)
- ماتس سيونتجينس على موقع Soccerway.com (الإنجليزية)
- ماتس سيونتجينس على موقع عالم كرة القدم.نت (الإنجليزية)